# Andrés Manuel López Obrador
Andrés Manuel López Obrador (AFI: [anˌdɾes maˈnwel ˈlopes oβɾaˈðoɾ]), conosciuto anche con l'acronimo di AMLO (Tepetitán, 13 novembre 1953) è un politico e scrittore messicano, presidente del Messico dal 2018 al 2024.

## Biografia
López Obrador è nato a Tepetitán, un villaggio sito nella municipalità di Macuspana, nello stato meridionale di Tabasco, il 13 novembre del 1953, figlio primogenito del tabaschegno Andrés López Ramón e della veracruziana Manuela Obrador González, entrambi dei modesti commercianti. Il padre apparteneva ad una famiglia d'origine mestiza (incrocio tra spagnoli e indigeni amerindi) e zamba (incrocio tra genti africane e indigeni amerindi), mentre la madre ad una famiglia d'immigrati spagnoli: il nonno materno, José Obrador Revueltas, era infatti originario di Ampuero (nella Cantabria), mentre la nonna, Úrsula González, era figlia di genitori originari delle Asturie. Ha sei fratelli minori: José Ramón, José Ramiro, Pedro Arturo, Pío Lorenzo e i gemelli Candelaria Beatriz e Martín Jesús.
López Obrador frequenta l'unica scuola elementare in città, la scuola Marcos E. Becerra, che prende il nome dall'omonimo poeta. Nel pomeriggio aiuta i genitori nel negozio La Posadita. Inizia la scuola media a Macuspana, ma la finisce nella capitale dello stato, Villahermosa, poiché a metà degli anni '60 la famiglia si trasferisce e apre anche un negozio di vestiti e scarpe chiamato Novedades Andrés. L'8 giugno 1969, quando ha 15 anni, il fratello José Ramón rimane ucciso da un colpo di pistola alla testa mentre giocava con l'arma. López Obrador finisce il liceo e, a 19 anni, va a Città del Messico per studiare all'Università Nazionale Autonoma del Messico (UNAM). Studia scienze politiche e pubblica amministrazione dal 1973 al 1976, lascia quindi l'università per ricoprire diverse posizioni politiche all'interno del governo del Tabasco e nel Partito Rivoluzionario Istituzionale (PRI). Ritorna poi all'università per completare gli studi, vivendo nella Casa del Estudiente Tabasco nel quartiere Guerrero di Città del Messico grazie al finanziamento del governatore di Tabasco, Mario Trujillo Garcia, e laureandosi nel 1987. Persone che hanno avuto influenza sulla sua formazione il poeta Carlos Pellicer, con il quale discuteva sui Maya, e un suo professore universitario, Enrique González Pedrero.
Militante della sinistra del Partito Rivoluzionario Istituzionale negli anni 1970 e 1980, si unì alla tendenza dissidente della Corrente Democratica. È ai margini del partito per la sua partecipazione a manifestazioni contro la compagnia petrolifera Pemex, accusata di numerosi danni ambientali, e per il suo desiderio di democratizzare il funzionamento interno del partito.
Nel 1989 entra a far parte del Partito della Rivoluzione Democratica (PRD) ed è candidato nel 1994 alla carica di Governatore del Tabasco. Tra il 1996 e il 1999 è il leader nazionale del PRD, nel 2000 è eletto Capo del governo di Città del Messico. Si candida alla presidenza del Messico con il PRD a sostegno della coalizione Por el bien de todos alle elezioni presidenziali del 2006, arrivando secondo. Perde le elezioni per meno di un punto percentuale e, per quanto in quel periodo siano denunciati brogli elettorali, il riconteggio viene rifiutato. Parte della popolazione scende in piazza per protesta bloccando parte del centro storico della capitale e del Paseo de la Reforma (una delle strade principali di Città del Messico) per parecchi mesi.

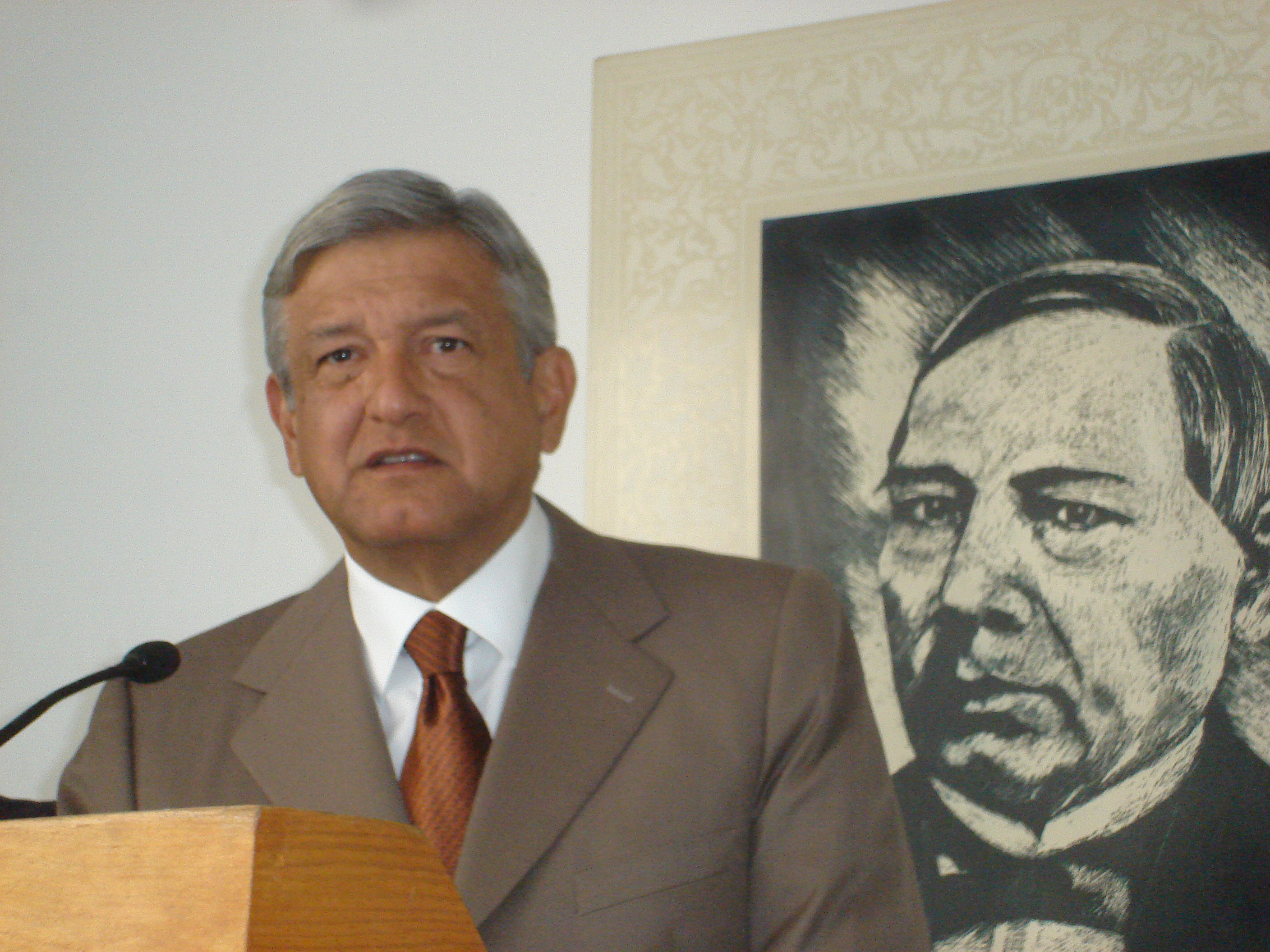
Andrés Manuel López Obrador, con alle spalle il ritratto di Benito Juárez (2008)

È nuovamente candidato alle presidenziali del 2012 per il Movimento Progressista (alleanza tra il Partito della Rivoluzione Democratica e il Movimento Cittadino), piazzandosi al secondo posto dietro al vincente Enrique Peña Nieto. Lascia quell'anno il PRD e nel 2014 fonda il Movimento Rigenerazione Nazionale (Morena), che guida fino al 2017, venendo spesso descritto come un populista e un nazionalista.

## Presidente del Messico
Si ricandidò una terza volta nel 2018, stavolta per il Movimento Rigenerazione Nazionale, riuscendo a vincere con il 53,19% dei voti ed entrando in carica il 1º dicembre dello stesso anno.
L'8 agosto 2018, alle ore 13:24 (UTC-5), Andrés Manuel López Obrador ricevette dalle mani di Janine M. Otàlora Malassis, giudice presidente della Corte del Potere Giudiziario della Federazione elettorale, la prova che lo accreditò come presidente eletto del Messico.
La transizione governativa di Andrés Manuel López Obrador iniziò formalmente il 20 agosto 2018 con l'incontro tra il gabinetto di Andrés Manuel e il gabinetto ad interim di Enrique Peña Nieto, per discutere delle opere di consegna e accoglienza dei governi. Il 21 agosto 2018, López Obrador annunciò i nomi di coloro che formeranno, dal 1º dicembre 2018, parte dell'Ufficio del Presidente della Repubblica. A partire dalla dichiarazione del candidato vincitore e successivamente come presidente eletto, annunciò le persone che comporranno la pubblica amministrazione federale centralizzata e agenzie parastatali per il periodo 2018-2024.
Il 1º dicembre 2018, López Obrador diventò presidente costituzionale quando andò al Palazzo legislativo San Lazzaro per prestare giuramento di fronte al Congresso dell'Unione. Nella sessione moderata da Porfirio Muñoz Ledo (presidente della Camera dei deputati), López Obrador tenne un discorso in cui criticò il modello neoliberista in Messico, attuato dal 1982 dall'allora presidente Miguel de la Madrid. La cerimonia fu al centro dell'attenzione dei media e fino ad allora divenne la più vista della storia, in termini di rappresentanti dall'estero; furono 14 i capi di Stato e di governo invitati: Nicolás Maduro (presidente del Venezuela) non partecipò alla cerimonia di inaugurazione, dopo che un gruppo di parlamentari parlò contro di lui. Infine, e per chiudere la giornata, si tenne un popolare evento di supporto nello Zócalo a Città del Messico, in cui rappresentanti di 68 gruppi indigeni gli consegnarono simbolicamente il cosiddetto "testimone", un atto senza precedenti nei rapporti tra le autorità native e la presidenza della repubblica; Per concludere l'evento, tenne un discorso a 150 000 partecipanti.

### Politica interna e legislativa
Le politiche del governo di López Obrador sono inquadrate nei tre assi fondamentali stabiliti nella sua piattaforma elettorale:
- Combattere la corruzione;
- Generare uno stato sociale;
- Pacificare il Paese.

Per questo, la sua amministrazione iniziò l'articolazione di un quadro giuridico che facilitasse tali scopi. Nel suo primo anno di governo, prevalendo la singolarità legislativa di avere la prima maggioranza parlamentare dal 1997 per un gruppo politico al potere (la coalizione "Insieme Faremo la Storia" ha 70 su 128 senatori e 318 su 500 deputati nella LXIV legislatura del Congresso dell'Unione) e gli eventuali appoggi concordati con altre forze politiche (frazioni del PRD, Movimento Cittadino e Partito Verde), ottennero l'approvazione otto riforme alla Costituzione e 59 a diverse leggi, codici e regolamenti. Si compirono le riforme alla magna carta sull'estinzione del dominio (per assumere le risorse sequestrate dalla criminalità organizzata), la detenzione preventiva informale e la creazione della Guardia Nazionale, (le quali spiccano per la loro trascendenza, ampiezza e controversie), la nuova riforma dell'istruzione, la parità di genere negli uffici pubblici, la limitazione della giurisdizione del Presidente della Repubblica, il riconoscimento costituzionale dei popoli afro-messicani e quello che stabiliva la natura vincolante della consultazione popolare e la revoca del mandato.
Per quanto riguarda la legislazione generata dal programma del governo, esso intervenne su aspetti quali l'impatto dei media causato dalla legge sulla sicurezza interna, sulla legge sulla remunerazione dei dipendenti pubblici (per limitare gli alti salari dei funzionari), sul divieto del perdono fiscale, sulle riforme del lavoro in materia di libertà di associazione, sulla giustizia del lavoro e contrattazione collettiva (fattori determinanti per la firma del T-MEC), sulla legge sulla pubblica amministrazione e sulla legge repubblicana sull'austerità. Inoltre fu concretizzata la politica di austerità nell'esercizio delle spese delle dipendenze e furono varate riforme per classificare l'evasione fiscale, la corruzione, il furto di carburante e la frode elettorale come reati gravi. Furono creati o espansi i poteri a diversi enti governativi come la ricomparsa del Segretariato della Pubblica Sicurezza sotto il nome di Segretariato della Sicurezza e della Protezione dei Cittadini, che tra le sue nuove funzioni fu di amministrare tutto ciò che riguardasse il servizio di intelligence dello stato messicano, sostituendo alla CISEN con il National Intelligence Center. Ci fu anche il cambio di denominazione dei Segretariati dello Sviluppo Sociale e quello di Agricoltura, Bestiame, Sviluppo Rurale, Pesca e Alimentazione, il primo a essere chiamato Segretariato del Welfare, e il secondo a essere semplificato come Segretariato dell'Agricoltura e dello Sviluppo rurale. Furono creati l'Istituto sanitario per il benessere (in sostituzione dell'assicurazione popolare, con la conseguente riforma della legge generale sulla salute per garantire assistenza medica e medicine gratuite), l'Istituto per la restituzione degli oggetti rubati alle persone (in sostituzione del servizio amministrativo e cessione di attività) e il Banco del Bienestar (in sostituzione della Banca nazionale di risparmio e servizi finanziari).

### Conflitto elettorale di Puebla
Dopo l'elezione del 1º luglio 2018, l'Istituto elettorale nazionale attraverso il suo programma di risultati preliminari, assegnò la vittoria nelle elezioni dichiarate nello stato di Puebla a Martha Érika Alonso Hidalgo del Partito Azione Nazionale, una vittoria che fu ratificata dalla Corte elettorale. Miguel Barbosa, candidato per MORENA (partito di López Obrador) dichiarò che non avrebbe accettato la sentenza della Corte né il risultato, sostenendo le presunte incoerenze nel processo, oltre a essere accusato di intromissione nello stesso anno. Lo stesso López Obrador rimase indifferente all'ingresso del nuovo governo guidato da Alonso e il giorno dell'inaugurazione della governatrice, non inviò un rappresentante.
Il 24 dicembre, alla vigilia di Natale, fu confermato che l'aereo su cui viaggiavano Érika Alonso e il marito Rafael Moreno Valle (anche lui ex governatore di Puebla) si era schiantato a Coronango, Puebla, ed erano entrambi morti insieme ad altre tre persone. Andrés Manuel López Obrador non apparì ai funerale di Stato. A suo nome, inviò Olga Sánchez Cordero, Segretario dell'Interno. Cordero fu fischiata durante l'evento, oltre a sentire il ripetuto epiteto di "assassino" quando il moderatore menzionò il nome di López Obrador. La mattina seguente, il presidente bollerà i manifestanti come "neofascisti" e si impegnerà a ordinare un'inchiesta trasparente sull'incidente. I video successivi sulle reti mostrarono militanti del PAN come incitatori di alcune urla e fischi a Sánchez Cordero. Secondo la Costituzione, nuove elezioni furono indette a Puebla. Il 31 dicembre, Yeidckol Polevnsky, leader di MORENA, confermò che Miguel Barbosa sarebbe tornato per partecipare all'elezione.

### Politica estera

#### Stati Uniti
Come è stata la costante storica, la politica estera del governo messicano è determinata non solo dai principi costituzionali che la governano, ma dal rapporto in tutti gli aspetti con gli Stati Uniti d'America; Ma all'inizio del suo governo con la singolarità imposta dalla presenza congiunturale di Donald Trump come presidente degli Stati Uniti e le diverse difficoltà che ciò comportò per il suo predecessore, nonché la marcata linea polemica del presidente degli Stati Uniti con i governanti di altri paesi. Tuttavia, durante il primo anno, sebbene la questione dell'immigrazione fosse stata il centro del trattamento di entrambe le nazioni, la controversa questione del "Muro di confine" (la principale piattaforma elettorale di Trump) fu mitigata non solo dalle difficoltà interne del vicino settentrionale per svolgere il lavoro, ma dalla serie di fruttuosi negoziati (condotti dal Segretario agli Esteri Marcelo Ebrard) che erano derivati dai problemi generati a causa delle carovane di migranti centroamericani che passano dal Messico agli Stati Uniti. Ciò permise agli immigrati di raggiungere un rifugio umanitario e accordi di salvaguardia da parte del governo messicano, mentre gli Stati Uniti risolvevano i permessi di asilo nel loro territorio; Ciò includeva piani di sviluppo socio-economico nei paesi di origine sostenuti dagli Stati Uniti e combattimenti sul suolo messicano delle mafie della tratta di persone, armi e droghe.
Sebbene il governo del suo predecessore avesse già ottenuto la firma del T-MEC, durante i nuovi negoziati amministrativi furono riavviate le controverse politiche tariffarie, attraverso le quali il presidente degli Stati Uniti minacciò costantemente di tassare i prodotti messicani, in particolare l'acciaio, motivati prematuramente a causa di diverse situazioni, tra cui il traffico di stupefacenti, la violenza alle frontiere, le carovane di migranti, tra gli altri, favorendo l'influenza degli Stati Uniti sui mercati dei suoi due partner o la semplice intenzione di bilanciare la bilancia commerciale con un decreto. Infine il 10 dicembre 2019 presso il Palazzo Nazionale fu finalizzata la firma dell'accordo, che risolse definitivamente questioni come il lavoro, la retribuzione, la competitività e le politiche di sorveglianza o il monitoraggio del trattato da parte di ciascuno dei partner.

#### America Latina
Nel quadro delle proteste latinoamericane del 2019 e in conformità con i principi costituzionali del Paese, il governo di López Obrador mantenne posizioni moderate, condannò eventi violenti, chiese dialoghi e soluzioni pacifiche, nonché il rispetto dell'ordine legale di ciascuna nazione. In queste circostanze, il riconoscimento del Messico al governo di Nicolás Maduro si distinse nel mezzo della crisi politica, del riconoscimento e della governabilità che privò nella nazione sudamericana, incluso il fatto di non far parte delle misure punitive o coercitive contro il Venezuela in campo economico e diplomatico, anche per essere un eventuale interlocutore in una probabile soluzione politica alla crisi in quel Paese.
Il Segretario degli Affari Esteri, Marcelo Ebrard, denunciò le dimissioni del presidente boliviano Evo Morales come colpo di Stato e dichiarò che il Messico non avrebbe riconosciuto la successiva amministrazione che sarebbe emersa da quegli eventi. Nei casi delle proteste in Cile ed Ecuador, la soluzione politica fu riconosciuta come il modo per porre fine ai motivi delle proteste da parte dei governi di ciascun Paese.

#### Asilo politico di Evo Morales
Evo Morales, ex presidente della Bolivia, arrivò in Messico dopo che il presidente López Obrador gli offrì asilo politico.
Il 10 novembre 2019, l'allora presidente Morales si dimise dal suo incarico nel bel mezzo di una crisi politica, e di una successiva epidemia sociale in Bolivia, così come le accuse di frodi nelle elezioni generali di ottobre, tutto questo combinato alla sua nomina per le elezioni dopo una sentenza favorevole della Corte Suprema, dopo un referendum costituzionale sulla rielezione del presidente, il cui risultato era stato respinto. Morales si dimise dopo aver ricevuto minacce contro sé stesso, i collaboratori e la sua famiglia. Questo evento suscitò scalpore a livello internazionale, quindi vari analisti e paesi della regione riferirono che si trattava di un colpo di Stato.
L'11 novembre, il presidente del Messico offrì asilo politico a Morales, un invito accettato. Il giorno seguente, il 12 novembre, arrivò all'Aeroporto Internazionale di Città del Messico, dove fu ricevuto dal Segretario degli Affari Esteri, Marcelo Ebrard.
Nello stesso contesto dell'ignoranza del governo di Jeanine Áñez e dell'eventuale asilo politico di Evo Morales, sorsero una serie di eventi che portarono a una crisi diplomatica tra i due paesi. Questo dopo che il 23 dicembre 2019 le autorità messicane denunciarono l'assedio dell'ambasciata da elementi delle forze di sicurezza, che puntavano a una violazione della Convenzione di Vienna sulle relazioni diplomatiche, così avvertirono che sarebbero andati al Tribunale penale internazionale. Più tardi il 26 dicembre il ministro degli Esteri boliviano accusò il Messico di interferenze negli affari interni, mantenendo nove funzionari del governo Morales, che l'autorità di fatto accusò di vari crimini, presso la loro ambasciata a La Paz. Il giorno successivo, l'autorità boliviana denunciò la presenza di elementi "mascherati" dall'ambasciata di Spagna, che tentarono di entrare nell'ambasciata messicana. Tuttavia, il governo spagnolo chiarì che il suo personale, guidato dal console e dall'incaricato d'affari, era in visita di cortesia presso l'ambasciatore messicano. Tre giorni dopo la Bolivia espulse tre diplomatici spagnoli e dichiarò persona non grata l'ambasciatore messicano e lo convocò a lasciare il Paese in 72 ore, prima che il diplomatico messicano lo facesse immediatamente. Il 4 gennaio del 2020 il Messico inviò un business manager per sostituirlo.

#### Visite all'estero e ricevimenti nel Paese
López Obrador ritiene che un adeguato esercizio di politica interna diventi un fattore di riconoscimento internazionale, e quindi di politica estera, e questa è la ragione principale che lo allontanò nel suo primo anno in carica da qualsiasi tour di lavoro o visita di Stato all'estero, compresi i consueti vertici internazionali ai quali i suoi predecessori partecipavano normalmente durante l'anno: Forum di Davos in Svizzera, vertice annuale dei capi di Stato e di governo dell'Assemblea generale delle Nazioni Unite a New York, Vertice del G20 a Osaka e incontro dei capi di Stato dell'Alleanza del Pacifico; Inoltre, aveva già confermato la sua assenza dal vertice APEC del 2019 in Cile, che fu cancellato giorni prima che si svolgesse. A ciò si aggiunsero i suoi rifiuti agli eventi internazionali ai quali era stato invitato, come la commemorazione del centenario dell'Organizzazione internazionale del lavoro in Svizzera e l'inaugurazione del presidente dell'Argentina Alberto Fernández.
Tuttavia, e senza considerare i suoi incontri con i capi di Stato e di governo invitati alla sua inaugurazione, ricevette in visita ufficiale il presidente del Governo di Spagna Pedro Sánchez, il primo ministro lussemburghese Xavier Bettel, Nayib Bukele presidente di El Salvador, Juan Orlando Hernández presidente dell'Honduras, Miguel Díaz-Canel presidente di Cuba, Carlos Alvarado Quesada presidente della Costa Rica, Laurentino Cortizo presidente di Panama e Lee Hsien Loong primo ministro di Singapore.

### Politica sociale
La costruzione di uno stato sociale, secondo il programma del governo, attraversò l'urgente attenzione dei gruppi più vulnerabili situati in condizioni di estrema povertà, date le circostanze in cui era cresciuta durante la precedente amministrazione. Per questo motivo, lo scopo della progettazione dei programmi sociali del governo era quello di creare condizioni che facilitassero ugualmente l'accesso alle opportunità di sviluppo per i settori vulnerabili, risolvendo innanzitutto i ritardi nei diritti sociali (istruzione, salute, alloggio, cibo, ecc.). Tuttavia, all'inizio del suo governo, sorsero varie controversie a causa di tagli o sospensioni di programmi già in vigore nel tentativo del governo di combattere la diversione di risorse, gare irregolari e atti di corruzione che questi meccanismi avevano coinvolto nella precedente amministrazione; prendendo come misura innovativa la consegna diretta delle risorse alla popolazione per far scomparire gli intermediari.
Durante il suo primo anno in carica furono creati il National Benito Juárez Scholarship Program for Well-Being (per studenti di tutti i livelli educativi), il Young People Building the Future (per studenti universitari in condizioni di "pratiche professionali"), il Programma per Welfare degli anziani (per le persone di età superiore ai 68 o 65 anni se vivono in comunità indigene fortemente emarginate), il Programma pensionistico per il benessere delle persone con disabilità, il Programma Sembrando Vida (per riattivare la produzione agricola e forestale), il Programma Ricostruzione nazionale 2019 (per le vittime dei terremoti del 2017), Programma di miglioramento urbano e Tandas per il benessere (per prestiti alle PMI).

### Politica economica
Le politiche economiche di López Obrador si svilupparono tra gravi situazioni interne ed esterne, nonché problemi strutturali ereditati dalla precedente amministrazione, che condizionarono l'efficacia dei suoi piani e programmi di sviluppo economico. Da un lato, la tensione internazionale causata dalla guerra commerciale tra Cina e Stati Uniti, le politiche tariffarie di Donald Trump e la debolezza economica internazionale che mettono a rischio diverse recessioni in diverse economie di tutto il mondo. Nel frattempo, sulla scena nazionale, l'eccessiva crescita del debito pubblico nel precedente governo, l'arretratezza economica causata dalla corruzione e la violenza degli ultimi sei anni e gli scontri degli attori economici con il Presidente causarono che il primo anno del suo il governo fu caratterizzato da una crescita economica pari a zero.
Tuttavia, il resto dei principali indicatori macroeconomici come il tasso di disoccupazione, le eccedenze della spesa pubblica e la bilancia commerciale, i consumi, l'inflazione e il tasso di cambio rimasero stabili; oltre a chiudere l'anno con un piano di investimenti pubblico-privato per rilanciare l'economia; Fu anche significativo mantenere la disciplina fiscale e approfondire la politica di austerità che ha consentito risparmi nella spesa pubblica e una maggiore raccolta; nonché il più grande aumento proporzionale dei salari in oltre quattro decenni e la firma definitiva dell'accordo commerciale con gli Stati Uniti e il Canada.

### Politica di sicurezza e giustizia
Nel contesto della guerra al traffico di droga, avviata dal presidente Felipe Calderón nel 2006, dalle precedenti elezioni del 2012, la piattaforma del governo di López Obrador aveva già proposto una strategia per combattere il crimine e il fenomeno della violenza senza l'approccio dell'allora governo di Calderón; L'approccio alternativo proposto era quello di combattere le cause sociali della criminalità e i livelli di corruzione e impunità che permettevano il proseguimento del ciclo di violenza. Tuttavia, quest'ultimo era aumentata nel mandato di sei anni di Enrique Peña Nieto, quindi la proposta fu modificata, includendo ora la creazione di un ente di sicurezza civile con addestramento militare per sostituire la polizia federale, la cui retorica sarebbe la pacificazione del Paese e non la guerra contro la criminalità organizzata, ma senza trascurare l'orientamento sociale dell'approccio originale. In questo modo, e dopo diverse polemiche per il suo addestramento militare, il 26 marzo 2019 fu fondata la Guardia Nazionale, che era schierata inizialmente a 45 000 membri provenienti dai tre rami delle Forze Armate e dalla sua precorritrice, la polizia federale.
Tuttavia, la diversificazione e la frammentazione dei gruppi criminali, che accelerarono gli eventi nella precedente amministrazione, rappresentarono nel primo anno un colpo inaspettato alla nuova strategia, soprattutto in un contesto di corruzione permeata nelle istituzioni locali, oltre a uno scenario di difficoltà economiche in cui i progetti sociali non possono immediatamente influenzare la correlazione tra disuguaglianza e criminalità. A causa di tutto questo, il suo primo anno, in una conseguente domanda degli ultimi anni del suo predecessore, diventò il più violento degli ultimi decenni. Il combattimento per il furto di carburante e gli scontri a Culiacán a causa della mancata cattura del criminale Ovidio Guzmán, ne furono la prova.
Tuttavia, nell'aspetto della lotta alla corruzione e all'impunità, furono mostrati progressi coerenti con le politiche di austerità, la modifica del suddetto quadro giuridico, l'autonomia costituzionale dell'Ufficio del procuratore generale della Repubblica e l'intensa attività dell'Unità di informazione finanziaria; Tutto ciò permise l'arresto e l'avvio di indagini o processi per corruzione di persone come l'ex Segretario dello Sviluppo sociale nel precedente governo, Rosario Robles, l'ex direttore generale della Pemex Emilio Lozoya Austin e il Segretario della Corte suprema Eduardo Medina Mora; A ciò si aggiunse il sequestro o il blocco di beni valutati in miliardi di pesos legati ad atti di criminalità organizzata o corruzione.

### Lotta al furto di carburante
Come parte del piano anticorruzione, Obrador affermò che avrebbe cercato di ridurre ed eliminare il furto di carburante dai tubi di proprietà di Pemex, la compagnia petrolifera statale. Questo crimine è stato popolarmente chiamato "Huachicol". Di conseguenza, parte della strategia consisteva nel deviare il flusso di carburante dalle tubazioni, rilevare le perdite quando si verificavano e trasportare il carburante su camion. Queste misure portarono a problemi logistici e carenze di carburante in alcuni stati, tuttavia Obrador affermò che il furto di benzina era stato ridotto come mai negli ultimi decenni.
Il 18 gennaio 2019, un gruppo di residenti di Tlahuelilpan nello stato di Hidalgo, perforarono un oleodotto per estrarre illegalmente benzina. L'esercito rimase nelle vicinanze dell'area, ma a causa del numero di partecipanti e della decisione di Obrador di non reprimere i cittadini, rimasero in attesa e non procedettero all'arresto di nessuno. Alle 19:10 l'oleodotto esplose uccidendo 120 persone. L'opinione pubblica era divisa in due fazioni: coloro che sostenevano che ci fossero state vittime a causa della mancato rispetto delle istruzioni date dall'esercito ossia sgombrare la zona ed interrompere il furto di benzina, l'altra fazione era rappresentata da chi criticava l'esercito stesso per non aver usato la forza per evacuare l'area. Il presidente Obrador dichiarò che tutte le possibilità erano state prese in considerazione per le indagini e non escluse la partecipazione dei principali gruppi criminali che operano a Hidalgo.

### Cattura di Ovidio Guzmán e successiva liberazione
Il governo si impegnò in diverse occasioni per ripristinare la pace nel Paese e porre fine alla violenza. Il Piano di sviluppo nazionale (PND) 2019-2024 inviato al Congresso dell'Unione definisce la strategia del governo federale come "un cambio di paradigma" di sicurezza per raggiungere la pace.
A partire dal 2 aprile 2019, presso la corte federale di Columbia, negli Stati Uniti, c'era un mandato di arresto per Guzmán López, secondo il Segretario alla Difesa Luis Cresencio Sandoval. Il 13 settembre il governo statunitense chiese al Messico di detenere il figlio di "El Chapo". L'operazione iniziò a essere pianificata da allora fino al 4 ottobre. Settimane dopo, quando un giudice emise un mandato di arresto per estradare "El Ratón", la Guardia Nazionale inviò una squadra a Culiacán, supportata da elementi dell'esercito.
Il piano era di arrestare Ovidio Guzmán il 17 ottobre nella sua casa nel quartiere di Tres Ríos. Quel giorno alle 14:30 l'operazione iniziò a Culiacán e l'edificio fu circondato, con l'obiettivo di catturare Ovidio Guzmán, all'interno con la sua famiglia. Pochi minuti dopo, Ovidio uscì nel parcheggio della proprietà (senza lasciare la residenza) e cioè quando venne arrestato. Dopo mezz'ora, il cartello di Sinaloa intraprese un assedio nella città di Culiacán, bruciando veicoli, bloccando le vie principali, nonché ingressi e uscite dalla città e, tra il conflitto urbano, l'attacco all'esercito che si trovava nel posto.
Gli uomini armati del cartello minacciarono di uccidere civili, incluso un attacco a un complesso di appartamenti che ospitava membri della famiglia del personale militare locale. Ore dopo, fu rilasciato Guzmán López.

### Infrastruttura
Durante il suo primo anno in carica, fu lanciato il Programma di ricostruzione nazionale per sostenere le comunità colpite dai terremoti del 2017, che gestì risorse economiche attraverso diverse agenzie per riabilitare case, scuole, centri sanitari, piccole e medie imprese, il patrimonio storico-culturale, le infrastrutture locali e i beni di consumo, nonché l'ampliamento degli studi sul rischio e la pianificazione di aree che erano rimaste ancora da valutare. La costruzione di strade comunitarie e autostrade fu avviata anche a Oaxaca. Alla fine dell'anno fu presentato un piano nazionale per le infrastrutture con investimenti pubblico-privati, che comprendeva 147 progetti, in particolare nel settore delle comunicazioni e dei trasporti.
Tuttavia, i problemi infrastrutturali che erano maggiormente presenti durante il suo primo anno furono la cancellazione dell'Aeroporto di Texcoco, l'inizio dei lavori presso l'Aeroporto Internazionale General Felipe Ángeles presso la base aerea militare n. 1 di Santa Lucia e la popolare consultazione per il treno maya.

### Annullamento del nuovo aeroporto nella capitale
Prima di entrare in carica, dal 22 al 25 ottobre, si tenne un referendum sull'eventuale annullamento del nuovo Aeroporto Internazionale di Città del Messico (che era in costruzione), citando che il progetto era pieno di corruzione, investimenti illeciti e rappresentava uno spreco di denaro dei contribuenti. Circa il 70% dei risultati votò contro la continuità del progetto. Come nella campagna, López Obrador insisté invece sulla base aerea di Santa Lucía. Il Consiglio di coordinamento aziendale (CCE) indicò che, per l'annullamento dei contratti, il governo federale doveva pagare un risarcimento tra 100 e 120 miliardi di pesos, oltre alla perdita di ciò che era già stato investito senza considerare i costi della costruzione di Santa Lucía.
Il 3 gennaio 2019, il Segretario delle Comunicazioni e dei trasporti Javier Jiménez Espriú, annunciò la sospensione definitiva dei lavori aeroportuali, formalizzando così la cancellazione ufficiale del NAICM, aprendo la strada alla costruzione dell'Aeroporto Internazionale Felipe Ángeles che venne incaricato del Segretariato della Difesa Nazionale.

## Vita privata
All'inizio della sua carriera incontrò Rocío Beltrán Medina, studentessa di sociologia, che suggerì a López Obrador di abbracciare l'ala progressista del PRI. Si sposarono l'8 aprile 1978 ed ebbero tre figli: José Ramón López Beltrán (nato nel 1981), Andrés Manuel López Beltrán (nato nel 1986) e Gonzalo Alfonso López Beltrán (nato nel 1991). Beltrán Medina è morta il 12 gennaio 2003 a causa di un arresto respiratorio causato dal lupus, di cui soffriva da diversi anni.
Il 16 ottobre 2006 ha sposato Beatriz Gutiérrez Müller, che aveva lavorato nel governo di Città del Messico durante il mandato di López Obrador come capo di quella istituzione. Insieme hanno un figlio, Jesús Ernesto López Gutiérrez (nato nel 2007).

## Opere
- Los Primeros Pasos, Tabasco, 1810-1867, Villahermosa, Universidad Juárez Autónoma de Tabasco, 1986 OCLC 21117234
- Del esplendor a la sombra: la República restaurada, Tabasco 1867-1876, Villahermosa, Universidad Juárez Autónoma de Tabasco, 1988 OCLC 48297841
- Tabasco, Víctima de un Fraude, Nuestro tiempo, 1990 OCLC 2421602
- Entre la Historia y la Esperanza: corrupción y lucha democrática en Tabasco, Grijalbo, 1996 OCLC 906604879
- Fobaproa, expediente abierto: reseña y archivo, Grijalbo, 1999 OCLC 654341802
- Un proyecto alternativo de nación: hacia un cambio verdadero, Grijalbo, 2004 ISBN 9685956979
- Contra el desafuero: mi defensa jurídica, Grijalbo, 2005 ISBN 9685957908
- La mafia nos robó la Presidencia, Grijalbo, 2007 ISBN 9789707802155
- La gran tentación: el petróleo de México, Grijalbo. 2008 ISBN 9789708105651
- La mafia que se adueñó de México... y el 2012, Grijalbo Mondadori, 2010 ISBN 9786073100694
- No decir adiós a la esperanza, Grijalbo, 2012 ISBN 9786073113434
- Neoporfirismo hoy como ayer, Grijalbo, 2014 ISBN 9786073123129
- El poder en el trópico, Planeta mexicana, 2015 ISBN 9786070728211
- Catarino Erasmo Garza Rodríguez ¿Revolucionario o Bandido?, Planeta, 2016 ISBN 9786070733314
- 2018 La salida. Decadencia y renacimiento de México, Planeta, 2017 ISBN 9786070738739
- Oye, Trump, Planeta, 2017 ISBN 9786070742644
- A New Hope for Mexico. Saying No to Corruption, Violence and Trump's Wall, New York, OR Books, 2018 ISBN 9781944869854